# Museo de Ciencias Naturales de Álava
El Museo de Ciencias Naturales de Álava (MCNA, en euskera, Arabako Natur Zientzien museoa) está ubicado en la Torre de Doña Ochanda, edificio medieval en el casco histórico de la ciudad de Vitoria, País Vasco, España. Expone importantes colecciones geológicas, botánicas y zoológicas de múltiples procedencias.

## Historia
El Museo, dependiente del Departamento de Cultura y Deporte de la Diputación Foral de Álava, abrió sus puertas en mayo de 1986 en la que sigue siendo su actual ubicación, el edificio histórico conocido popularmente como Torre de Doña Otxanda.
Esta casa fuerte del siglo XV defendía desde su fachada exterior la segunda muralla medieval de Vitoria, construida en 1202 por el rey Alfonso VIII de Castilla en la ladera occidental de la colina donde unos años atrás (1181) Sancho VI el Sabio de Navarra había fundado la villa de Vitoria. La muralla tenía al río Zapardiel, hoy canalizado bajo las calles Siervas de Jesús y Diputación, de foso natural. El palacio-torreón fue reconstruido en el siglo XVI por Don Andrés Martínez de Iruña, que le puso el nombre de su hija, Doña Ochanda de Iruña y Álava.
En 1970, cuando se rehabilitó el conjunto, poco quedaba de la original construcción de los Iruña, pero sí del palacio del siglo XVI. La torre que ahora existe fue levantada   haciéndola sobresalir del tejado del palacio y rematándola con almenas.

## Fondos  del Museo y actividad

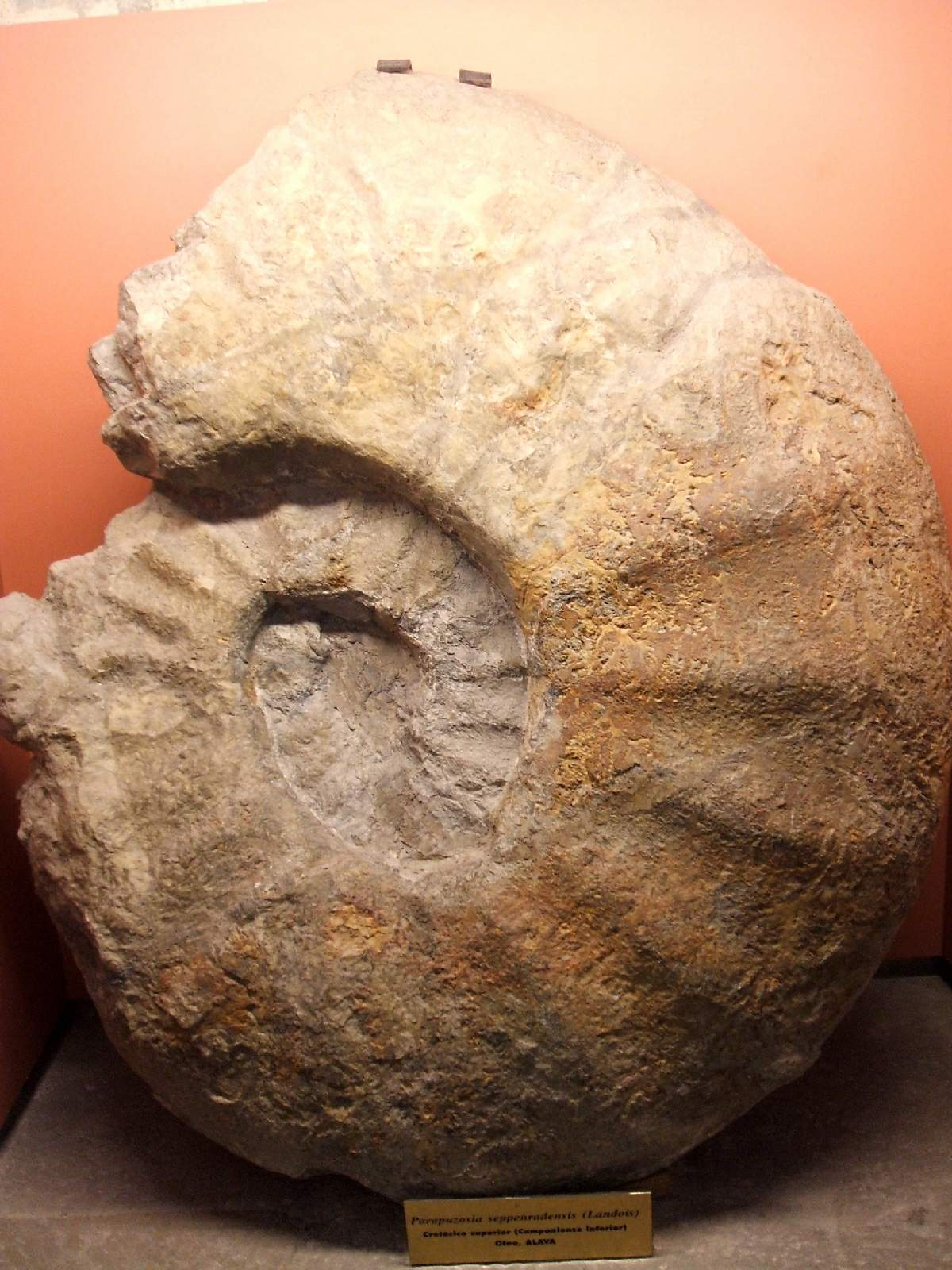
Amonita gigante de la especie Parapuzosia seppenradensis.

El MCNA cuenta con tres grandes secciones repartidas en sus dos plantas: una dedicada a la Geología (Petrología, Mineralogía, Paleontología de vertebrados, Paleontología de invertebrados y Geología general), otra a la Botánica (Botánica criptógama y Botánica fanerogámica) y por último la dedicada a la Zoología (Zoología de invertebrados y Zoología de vertebrados). 
El personal conservador de la sección de Botánica se ocupa, entre otras múltiples tareas de la formación y estudio de l denominado Herbario VIT, que se encuentra entre los cinco más grandes de la península ibérica, y está recogido en el Index Herbariorum). En conjunto, las colecciones superan en total el medio millón de registros.
La actividad científica del Museo ha dado como resultado asimismo el descubrimiento de importantes yacimientos  paleontológicos y nuevos conocimientos relativos a los sistemas biológicos y medio físico en el que se desarrollan. El personal técnico del museo ha estado al frente de relevantes prospecciones, excavaciones e investigaciones, como las de los importantes yacimientos de ámbar de Peñacerrada y Salinillas de Buradón o el del yacimiento de icnitas pertenecientes al Mioceno descubierto en Salinas de Añana.
La institución confiere a sus fondos materiales un tratamiento integral, ya que, además de las labores de documentación, tratamiento, conservación y exposición, destina recursos a la investigación científica y a la realización de publicaciones especializadas. El Museo de Ciencias Naturales de Álava completa su labor divulgativa con exposiciones temáticas temporales, publicaciones, cursos, actividades para el alumnado de los diferentes ciclos educativos, recorridos geológicos y ciclos de conferencias.
Para potenciar el conocimiento y divulgación del museo, la Asociación  de Amigos del Museo de Ciencias Naturales de Álava (ALAVESIA) organiza diversas actividades: conferencias, visitas guiadas, talleres, viajes, etc.

### La colección de ámbar fósil

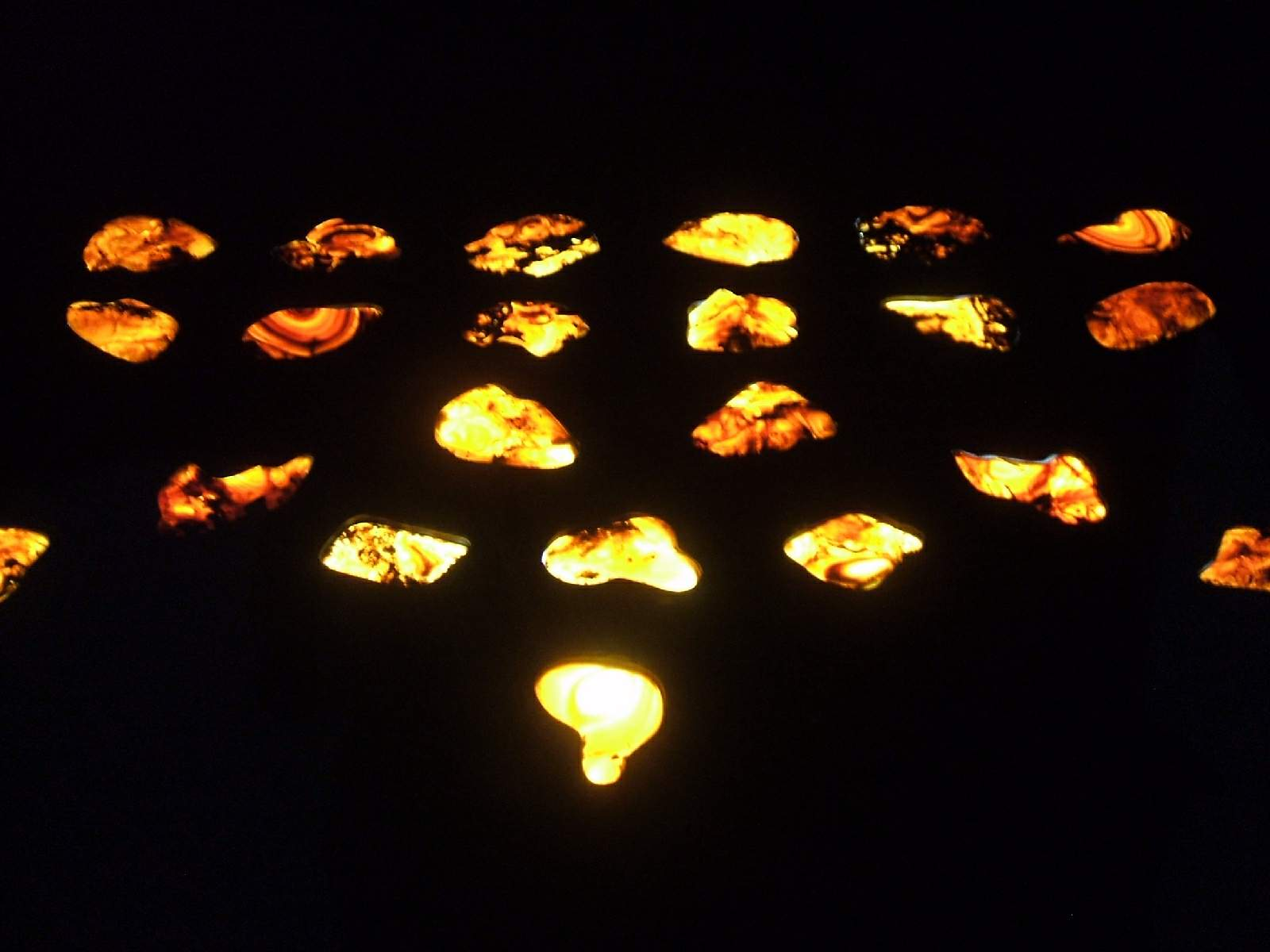
Muestrario de pepitas de ámbar con inclusiones biológicas extraídas del yacimiento de Peñacerrada.

La sección de Geología incluye, en una sala monográfica, una valiosa colección de pepitas de ámbar o resina fósil procedentes de los yacimientos de Peñacerrada y Salinillas de Buradón con inclusiones biológicas fechadas en el Cretácico: insectos, arácnidos, plantas, hongos, bacterias, moluscos, crustáceos, plumas de ave, etc. Gran parte de los especímenes se encuentran en un excelente estado de conservación. En el transcurso de su estudio se han documentado un buen número de especies nuevas para la ciencia. Un ejemplo relevante es el hallazgo en el ámbar de Peñacerrada de un díptero de la familia de los Fóridos al que se le considera la mosca verdadera más antigua que se conoce. Algunas de las especies de mariposa más antiguas han sido también halladas en estos registros fósiles.
El denominado yacimiento paleontológico I de Peñacerrada-Urizaharra es el primer yacimiento paleontológico al que se le otorga la calificación de Bien Cultural Catalogado, al amparo de la Ley de Patrimonio Cultural Vasco por Decreto 230/1998 emitido el 15 de septiembre de 1998 por la Comunidad Autónoma del País Vasco.
El estudio y la exposición al público de los restos fósiles preservados en el ámbar precisa de meticulosas tareas  de conservación y preparación de los ejemplares que se siguen realizando hoy en día.

## Información a visitantes
Para consultar horarios y actividades se puede acceder a la página web del Museo. 

## Galería de imágenes

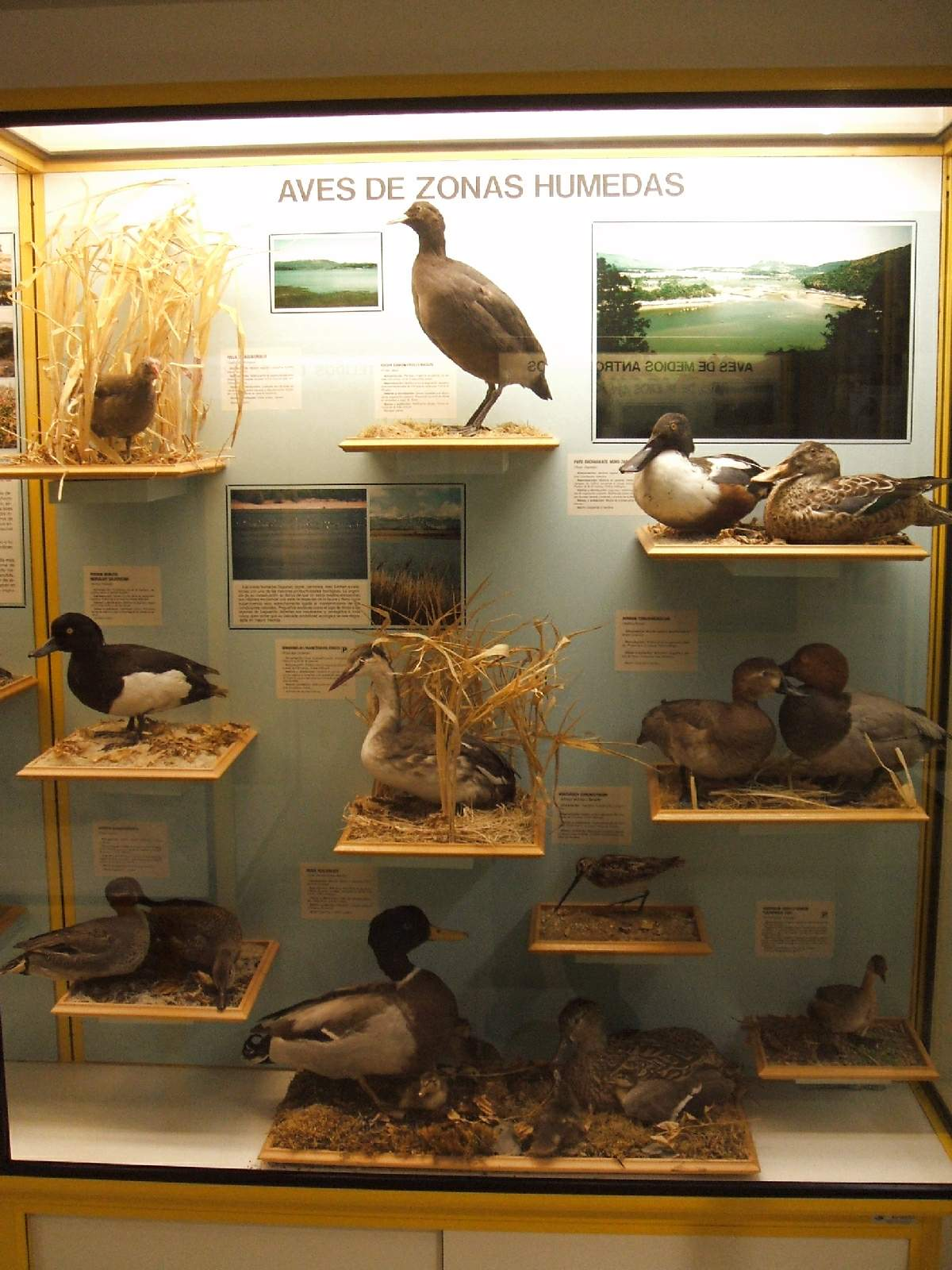
Sección Zoología, aves de zonas húmedas
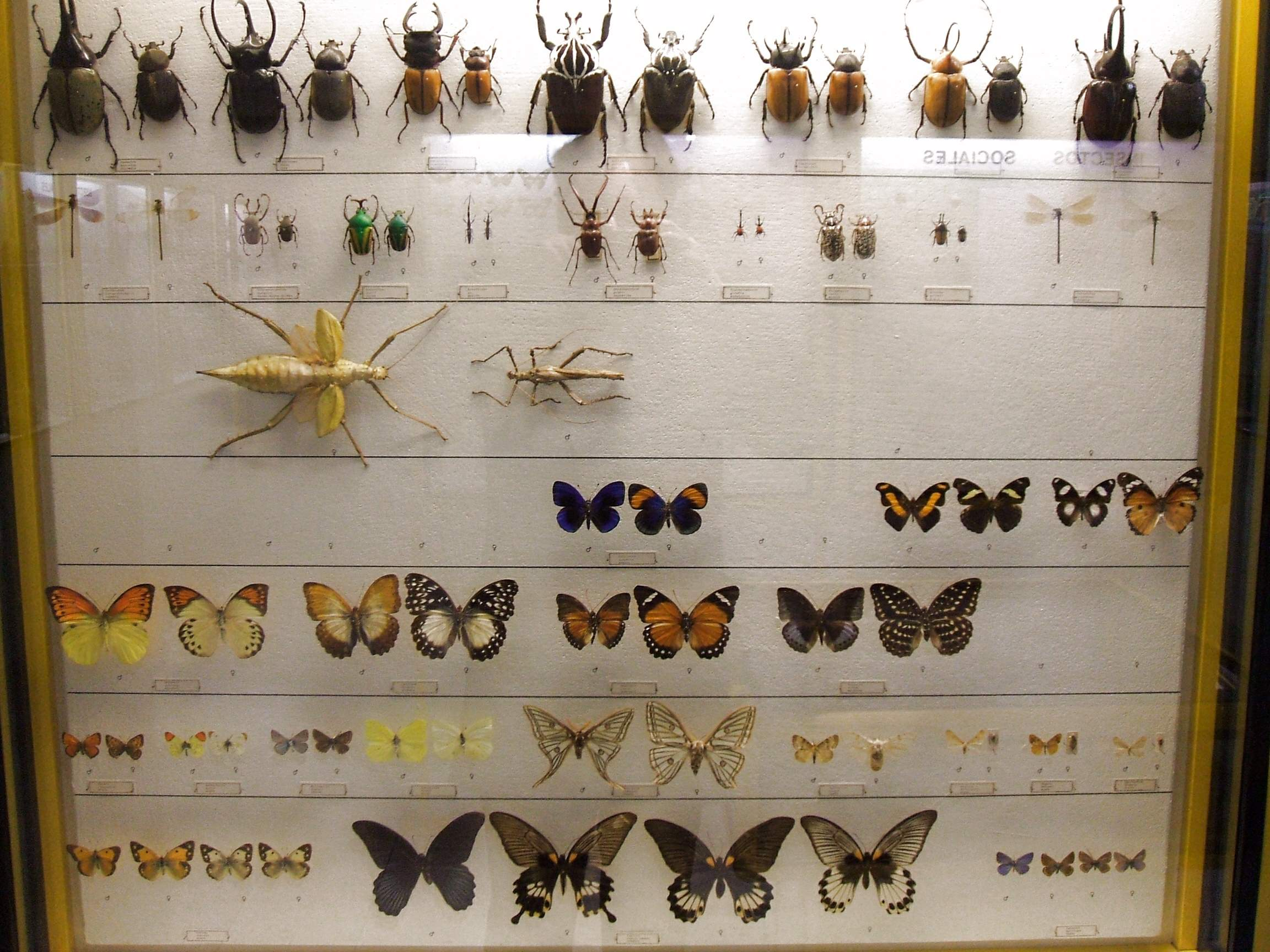
Sección Zoología, lepidópteros y coleópteros
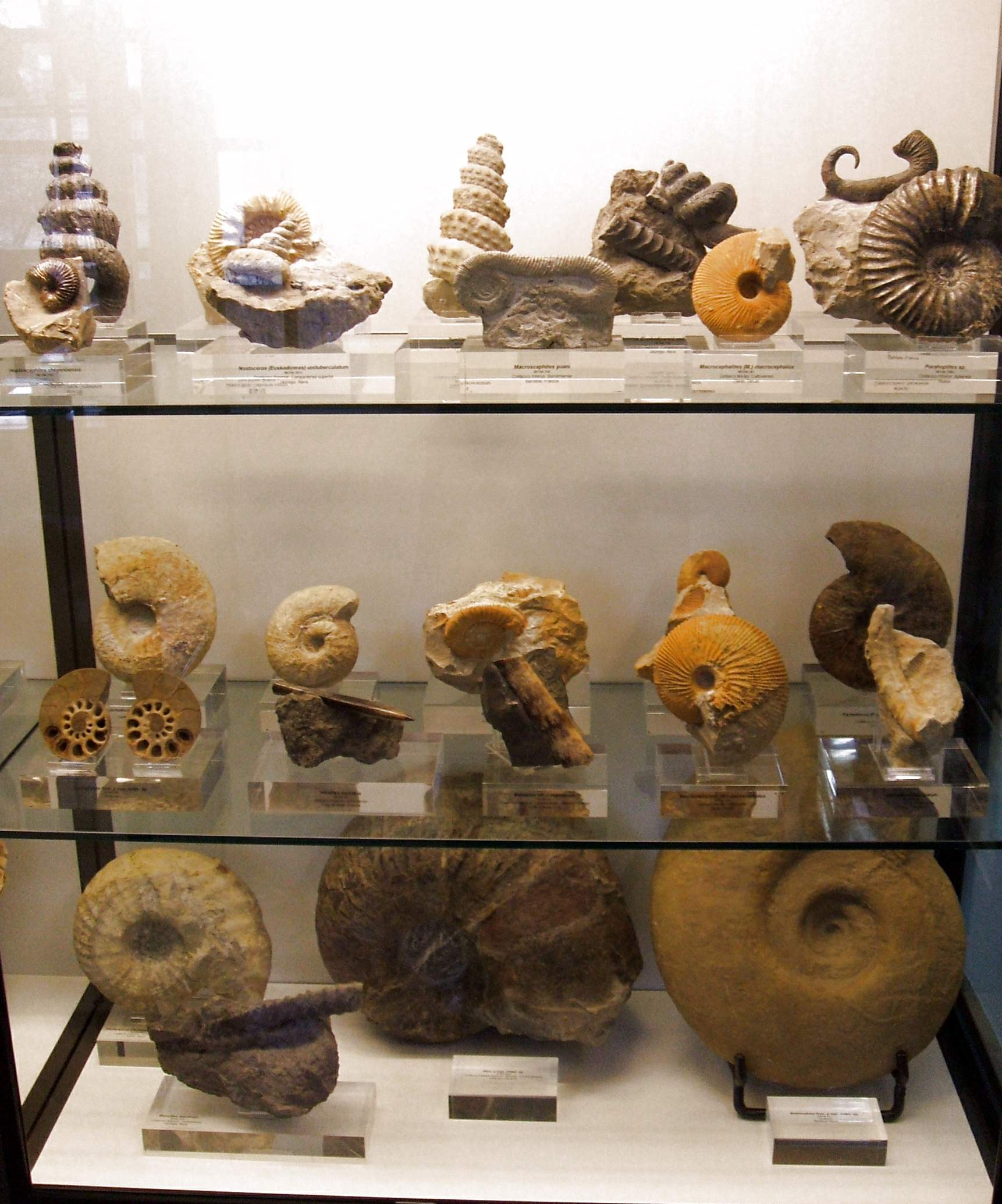
Sección Geología, Paleontología de invertebrados
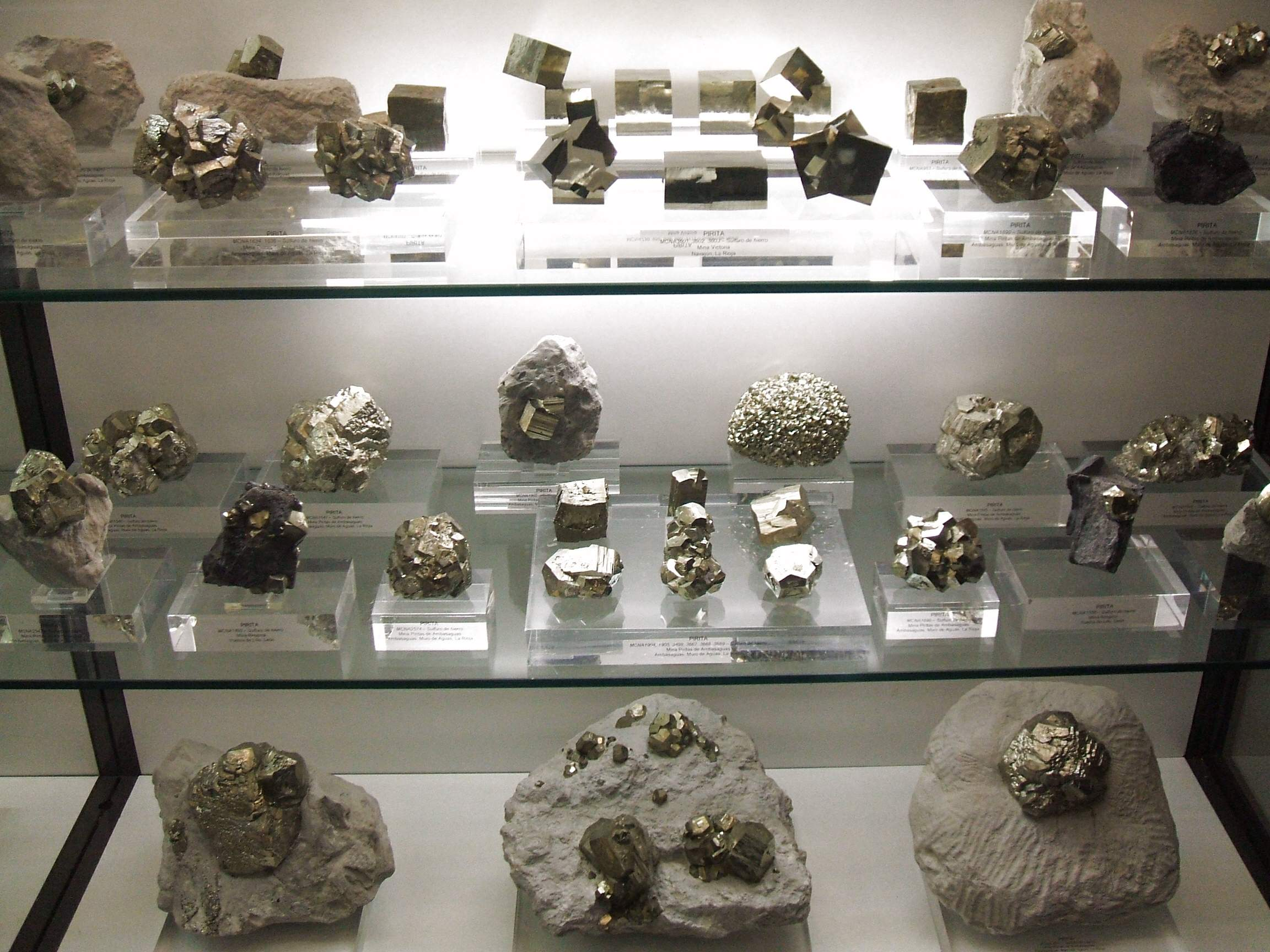
Sección Geología, Mineralogía (piritas)
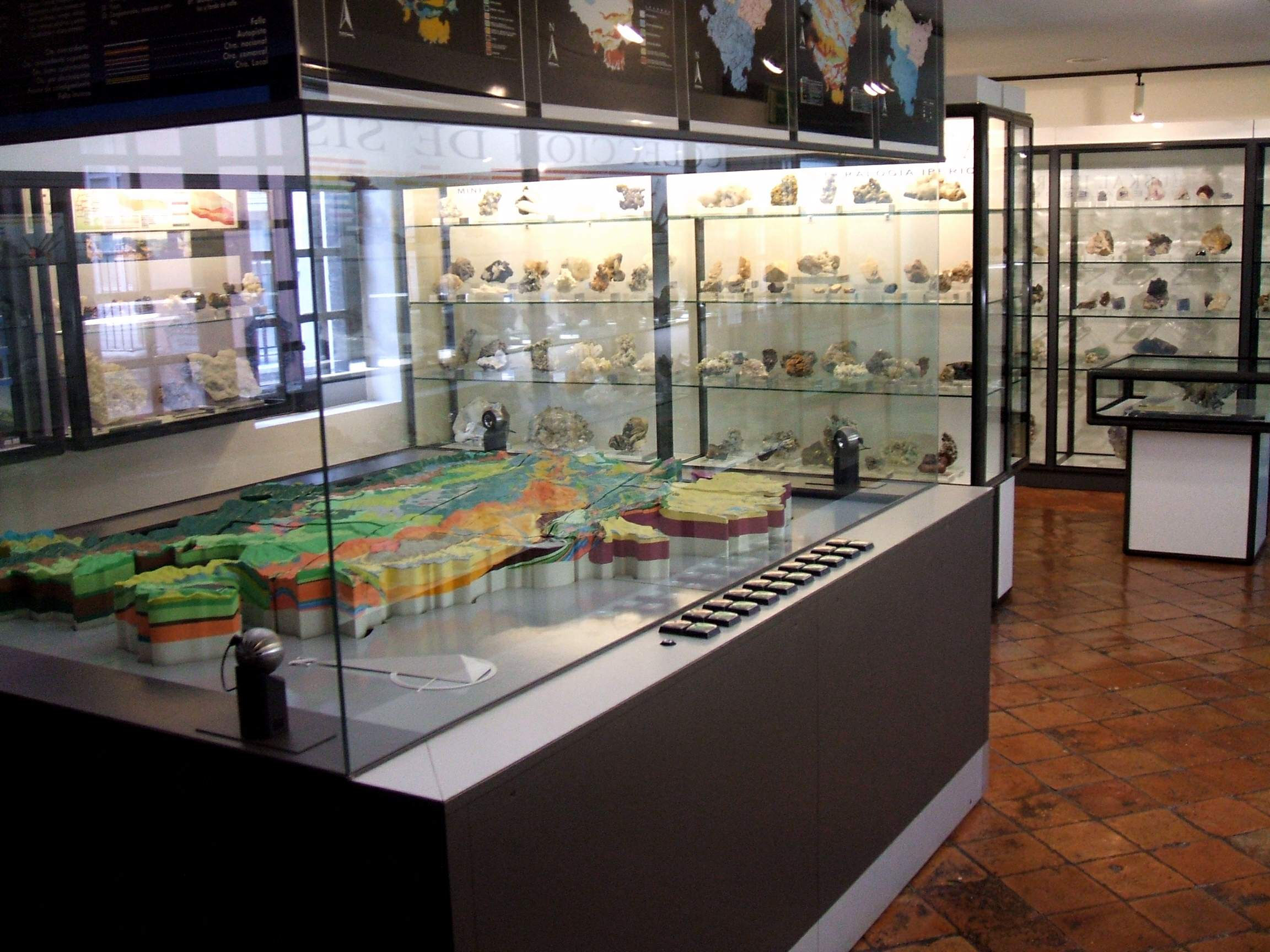
Sección Geología, Mineralogía y Petrología